# Elaeocarpus finisterrae
Elaeocarpus finisterrae är en tvåhjärtbladig växtart som beskrevs av Schlechter. Elaeocarpus finisterrae ingår i släktet Elaeocarpus och familjen Elaeocarpaceae. Inga underarter finns listade i Catalogue of Life.